# August Efraim Palm
August Efraim Palm, vanligen A.E. Palm, född den 9 juli 1888 i Söderala församling i Gävleborgs län, död den 26 augusti 1947 i Söderhamn, var en svensk tidningsman.
Palm, som var född i Ljusne, kom Palm redan som barn med sina föräldrar till Söderhamn. Han kom som ung in på journalistbanan och efter en tid som platsredaktör i Söderhamn  var han under kortare perioder journalist i Gävle och Örebro. Han erhöll därefter anställning i Bollnäs, men anställdes därefter av Söderhamns-Kuriren och blev 1918 redaktör för denna tidning. I början av 1930-talet övertog han tillsammans med direktör Jonas Söderqvist i Stugsund nämnda tidning och drev denna till 1935, då den överläts på ett socialdemokratiskt tidningsbolag. Palm fortsatte dock som chefredaktör, men lämnade, på grund av sjukdom, denna post i slutet av 1942. Han förblev dock tidningens ansvarige utgivare ända till sin bortgång. 
Palm var ledamot av stadsfullmäktige under ett par perioder, under en följd av i år drätselkammarens sekreterare och senare ledamot av denna. Han var även ledamot av bland annat folkskolestyrelsen och polisnämnden. Han var även verksam inom freds- och nykterhetsrörelserna.